# Violetta Krasnowska
Violetta Krasnowska-Sałustowicz – polska dziennikarka prasowa.

## Życiorys
Violetta Krasnowska ukończyła VI Liceum Ogólnokształcące w Lublinie oraz historię sztuki na Katolickim Uniwersytecie Lubelskim. Od co najmniej 2013 publikuje w tygodniku „Polityka”. Wcześniej zawodowo związana z takimi czasopismami jak: „Wprost” (1999–2008), „Newsweek” (2009–2010) i „Forbesie”. Specjalizuje się w tematyce sądowo-kryminalnej oraz funkcjonowania wymiaru sprawiedliwości. Opisywało, niekiedy jako pierwsza, sprawy zabójstwa Krzysztofa Olewnika czy zaginięcia małżeństwa Drzewińskich z Milanówka.
Zamężna z Norbertem Sałustowiczem.

## Wyróżnienia
Laureatka nagrody głównej II Edycji Ogólnopolskiego Konkursu dla Dziennikarzy Publicystów Prawnych zorganizowanego przez Okręgową Izbę Radców Prawnych, Izbę Notarialną oraz dziennik „Gazeta Prawna” (2004), Nagrody Wolności Słowa przyznawaną przez Stowarzyszenie Dziennikarzy Polskich (2006).
W 2020 otrzymała Nagrodę Grand Press w kategorii „wywiad” za rozmowę z Ewą Łętowską o przemijaniu i przygotowaniach do śmierci. Do Grand Press była nominowana także w 2014 w kategorii „dziennikarstwo specjalistyczne” (za tekst „Dłużnicy mimo woli” o problemie funkcjonowania e-sądów) oraz w 2019 w kategorii „reportaż prasowy” (za tekst „Pani Basia” o Barbarze Skrzypek).

## Publikacje książkowe
- Norbert Sałustowicz, Violetta Krasnowska-Sałustowicz, Najbardziej niesamowite katastrofy lotnicze, Warszawa : Dom Wydawniczy Bellona, 2006, ISBN 83-11-10438-7.
- Violetta Krasnowska-Sałustowicz, Będziesz siedzieć. O polskim systemie niesprawiedliwości, Wołowiec : Wydawnictwo Czarne, 2020, ISBN 978-83-8191-003-3.